# Prekop Laba-Lübeck
Prekop Laba-Lübeck (znan tudi pod imenom prekop Laba-Trave) je umetna plovna pot v vzhodnem Schleswig-Holsteinu v Nemčiji. Povezuje reki Laba in Trave in ustvarja celinsko vodno pot ter se izlije iz Severnega morja v Baltsko morje. Prekop ima sedem zapornic in je dolg 64 km med mestoma Lübeck na severu in Lauenburg na jugu z jezeroma Mölln . Sodobni prekop je bil zgrajen leta 1890, da bi nadomestil prekop Stecknitz, srednjevešk vodotok, ki je povezoval isti dve reki. 

## Predhodni prekop
Starejši prekop Stecknitz je najprej povezal Lauenburg in Lübeck na stari poti soli, tako da je povezal drobne reke Stecknitz (pritok Trave) in Delvenau (pritok Labe). Prekop Stecknitz, zgrajen med letoma 1391 in 1398, je bil prvi evropski prekop in ena prvih umetnih plovnih poti v Evropi. 

## Zgodovina
Po nemški združitvi v poznem 19. stoletju je prišlo do eksplozije gradnje prekopov v novem nemškem cesarstvu . Prekop Stecknitz je bil že stoletja v uporabi, novejša plovila pa so zahtevala globlje in širše kanale, moderni inženiring pa je ponujal možnost obnove in širitve častitljive plovne poti. Leta 1893 je nemška vlada zaprla prekop Stecknitz za promet z baržami, leta 1895 pa se je začela gradnja na razširjenem in bolj ravnem toku, ki vključuje nekatere dele starega prekopa.  Novi prekop Laba-Lübeck je odprl nemški cesar Viljem II. in promet je stekel leta 1900.  Danes nadaljuje z znatnim tovornim prometom in nudi razkošno pot za plovila za prosti čas.

## Tehnologja
Prekop poteka skozi dve zapornici, ki se dvigneta od Labe do najvišje točke prekopa in pet zapornic, ki se spuščata od najvišje točke do Trave. Vsaka zapornica je bila zgrajena z notranjo dolžino 80 metrov in notranjo širino 12 metrov. 